# 土公增十
鯨魚座14，又名BD-01 68，HD 3229、SAO 128843、HR 143，是鯨魚座的一颗恒星，视星等为5.93，位于銀經114.12，銀緯-63.1，其B1900.0坐标为赤經0h 30m 24.7s，赤緯-1° -63.1′ 18″。